# 福井運動公園陸上競技場
福井運動公園陸上競技場（ふくいうんどうこうえんりくじょうきょうぎじょう）は、福井県福井市の福井運動公園内にある陸上競技場。愛称は9.98スタジアム（9.98ＳＴAＤＩＵＭ）。福井県が運営管理しており、福井県営陸上競技場とも呼ばれる。

## 概要
1967年開場。同年に昭和42年度全国高等学校総合体育大会が、翌年に第23回国体秋季大会開会式・陸上競技会が開催された。その後の第4回全国身体障害者スポーツ大会の会場になったほか、第73回国民体育大会の総合開閉会式・陸上競技にも使用された。
2017年9月9日、天皇賜盃日本学生陸上競技対校選手権大会の男子100m決勝で、桐生祥秀（東洋大学）が日本人選手として初めて10秒の壁を破る9秒98の公認日本記録を樹立した。
2018年2月16日、福井県は競技場の愛称を前述の記録に因んだ「9.98スタジアム」にすると発表した。
2019年8月17日、第1回「アスリート・ナイト・ゲームズ・イン福井」が開催。ホームストレートが追い風になりやすい特性から、男子走り幅跳びで城山正太郎が、男子110メートルハードルで高山峻野が、それぞれ日本新記録を出して優勝したほか、女子100メートルハードルでも寺田明日香が日本記録タイを出すなど好記録が次々と生まれた。2025年の同大会でも男子110メートルハードルで日本記録が更新されている。

## 設備
9.98スタジアム（メインスタジアム）
- 収容人員16000人。うちはメインスタンド（7000人収容）は座席（ロングシート）、バック・コーナースタンド（9000人収容）は芝生席と分かれている。またバックスタンド中央には炬火台がある。
- ナイター設備4基、大型映像装置
- 日本陸連1種公認
- 陸上用トラック 1周400m全天候舗装。直走路・曲走路各8レーン。
- 天然芝ピッチ
- インフィールド：走り高跳び4レーン、棒高跳び4レーン、やり投げ2か所、円盤投げ・ハンマー投げ2か所、砲丸投げ4か所
- アウトフィールド：棒高跳び2レーン、走り幅跳び・三段跳び4レーン

補助競技場
- 日本陸連3種公認
- 陸上用トラック1周400m全天候舗装、直走路8レーン・曲走路6レーン
- 天然芝ピッチ
- 室内練習場：100m2レーン、110m3レーン、走り幅跳び・3段飛び1レーン

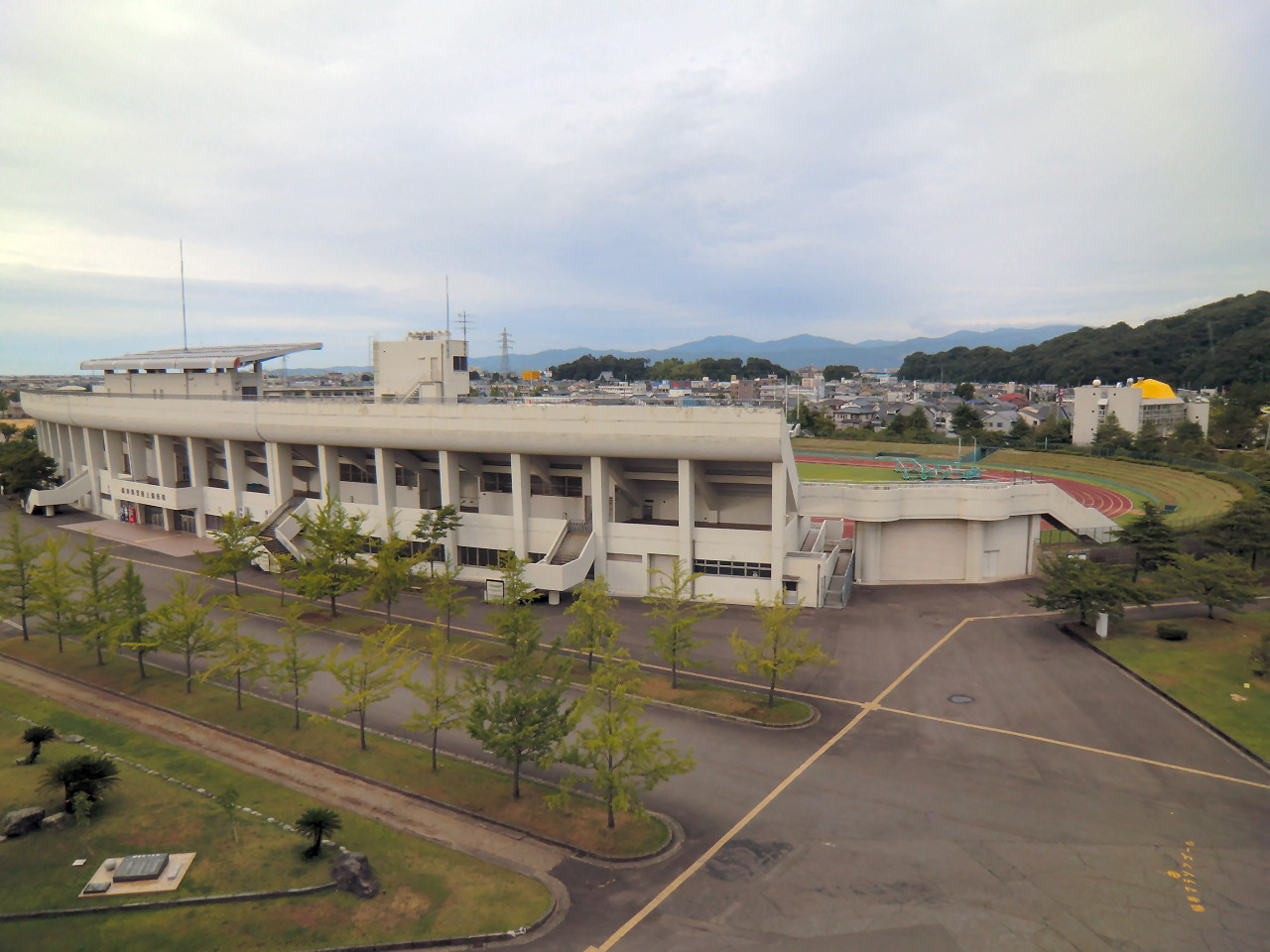
2011年8月撮影。
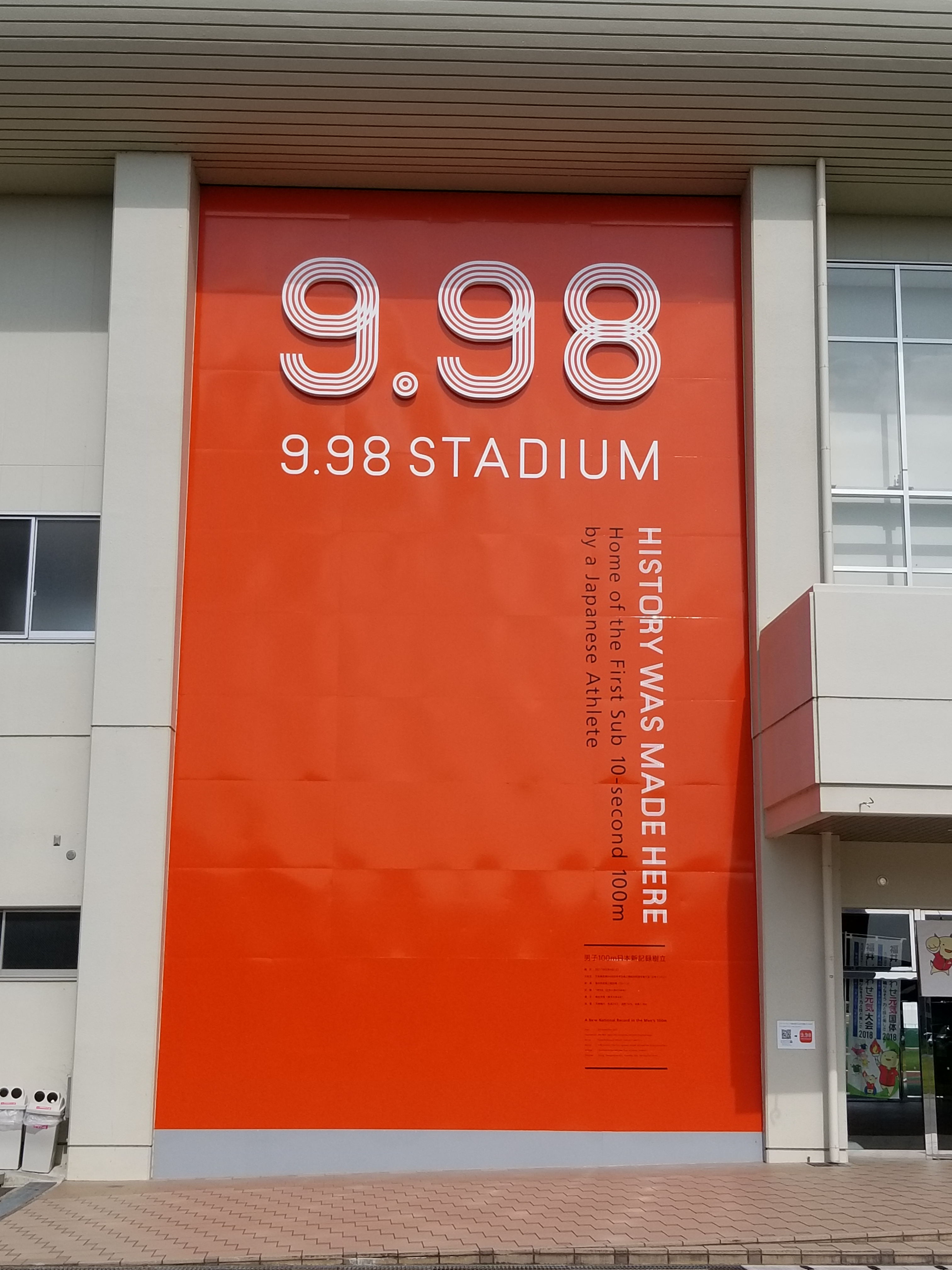
9秒98の記録を記念するサインボード。2018年8月撮影。

## 交通アクセス
- 京福バス 70・71系統（運動公園線）「運動公園南門前」下車。
- 他、福井運動公園#交通アクセスを参照。

## 公園内のその他の施設
- 福井県営球場
- 福井県営体育館